# Cuarteto Tincho
Cuarteto Tincho was de naam van het tangokwartet dat in 1999 voortkwam uit het toenmalige Trio Tincho - bezetting bandoneon, piano en contrabas - aangevuld met viool.
Sinds de zomer van 1997 was Trio Tincho actief met het vertolken van uiterst dansbare strakke Argentijnse tangomuziek. Pianist was Peter van Munster, de contrabas werd bespeeld door Martin Hiensch en Martijn Traas nam de bandoneon voor zijn rekening. Het trio raakte in korte tijd bekend binnen de tangoscene in Nederland en daarbuiten.
Door de toetreding van violiste Sophie de Rijk konden de arrangementen van het ensemble zowel in de breedte als in de diepte enorm groeien.
Na onenigheid binnen de gelederen werd in de zomer van 2000 de piano overgenomen door pianiste Katrien Karimoen. Hierdoor werd een verregaande professionaliserende weg ingeslagen, daar zowel Sophie als Katrien hun muzikale opleiding hadden genoten en afgerond aan de tangoafdeling van het Rotterdams Conservatorium, onder de bezielende leiding van Gustavo Beytelmann. Begrijpelijk dat de band probeerde om dit niveau aan te houden.
Cuarteto Tincho hield op te bestaan in maart 2001. Ruim één jaar kwamen de individuele leden niet samen. Hierna hebben zij nog korte tijd opgetreden onder de naam Cuarteto Malevo.